# -알
-알(영어: -al)은 -(CO)H 작용기를 포함하고 있는 알데하이드의 이름을 체계적으로 명명하기 위해 유기화학에서 사용되는 IUPAC 명명법의 접미사이다. 이 접미사는 "알데하이드(aldehyde)"라는 단어에서 유래되었다. 보다 우선 순위가 높은 화합물을 제외하고 모든 알데하이드는 "프로판알(propanal)"과 같이 "-알(-al)"로 명명된다. 일부 알데하이드는 메탄알의 경우 폼알데하이드, 에탄알의 경우 아세트알데하이드와 같은 일반명도 있다. 벤즈알데하이드는 "-알(-al)"과 같은 계통명을 가지지 않는다.

## 같이 보기
- -에이트
- -올
- -온
- -오스

## 참고 문헌
- International Union of Pure and Applied Chemistry, Commission on Nomenclature of Organic Chemistry (1993).  Panico, R; Powell, WH; Richer, JC, 편집. 《A guide to IUPAC nomenclature of organic compounds: recommendations 1993》. Oxford: Blackwell Scientific Publications. ISBN 0-632-03702-4.